# Schlagintweitia intybacea
Lo sparviere vischioso (nome scientifico  Schlagintweitia intybacea   (All.) Griseb., 1853 ) è una specie di pianta angiosperma dicotiledone della famiglia delle Asteraceae.

## Etimologia
Il nome scientifico del genere è stato definito dai botanici Carlo Allioni (1728 - 1804) e August Heinrich Rudolf Grisebach (1814 - 1879) nella pubblicazione " Abhandlungen der Königlichen Gesellschaft der Wissenschaften zu Göttingen. Göttingen" (  Abh. Königl. Ges. Wiss. Göttingen 5: 156) del 1853.

## Descrizione

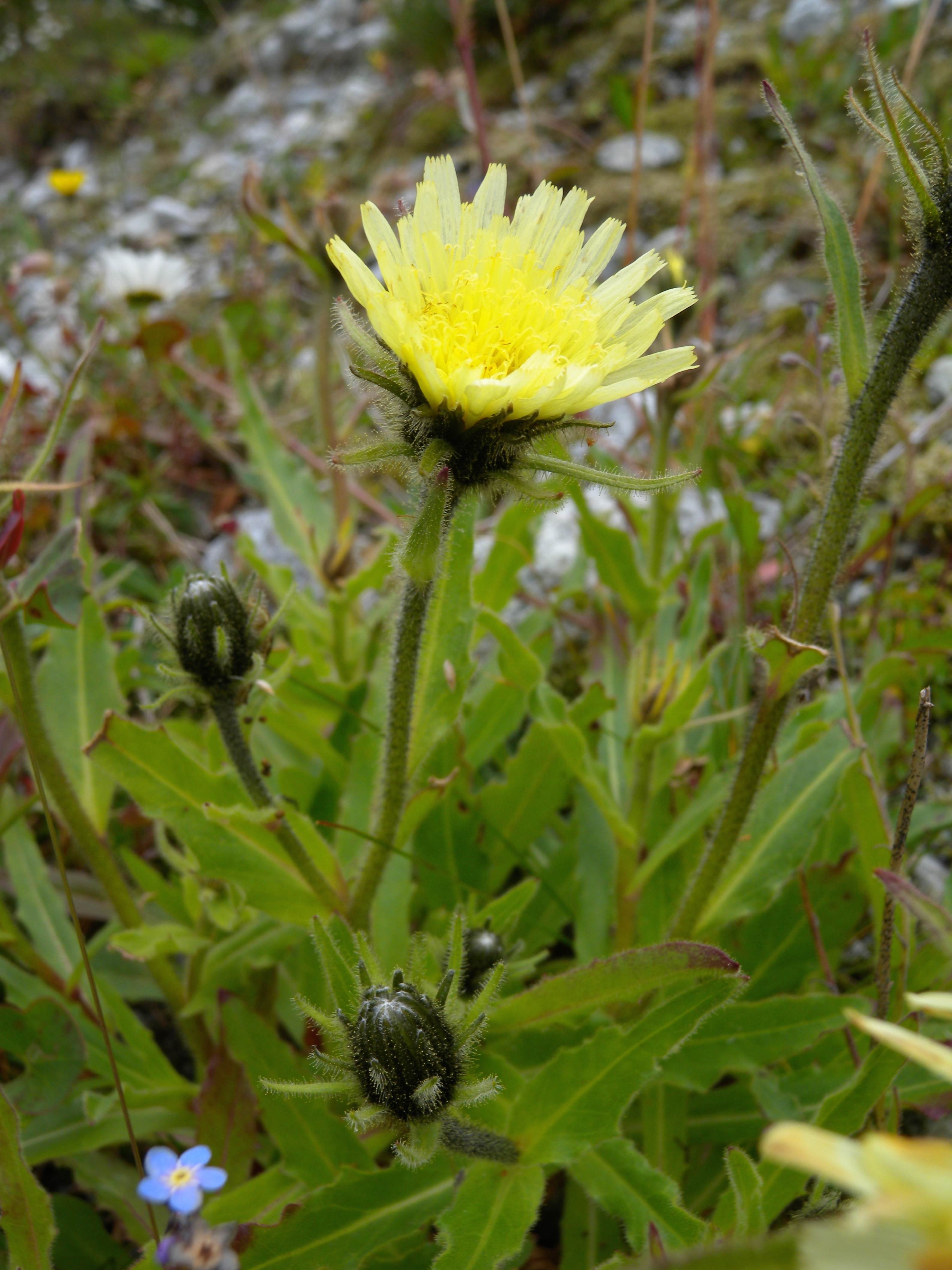
Il portamento

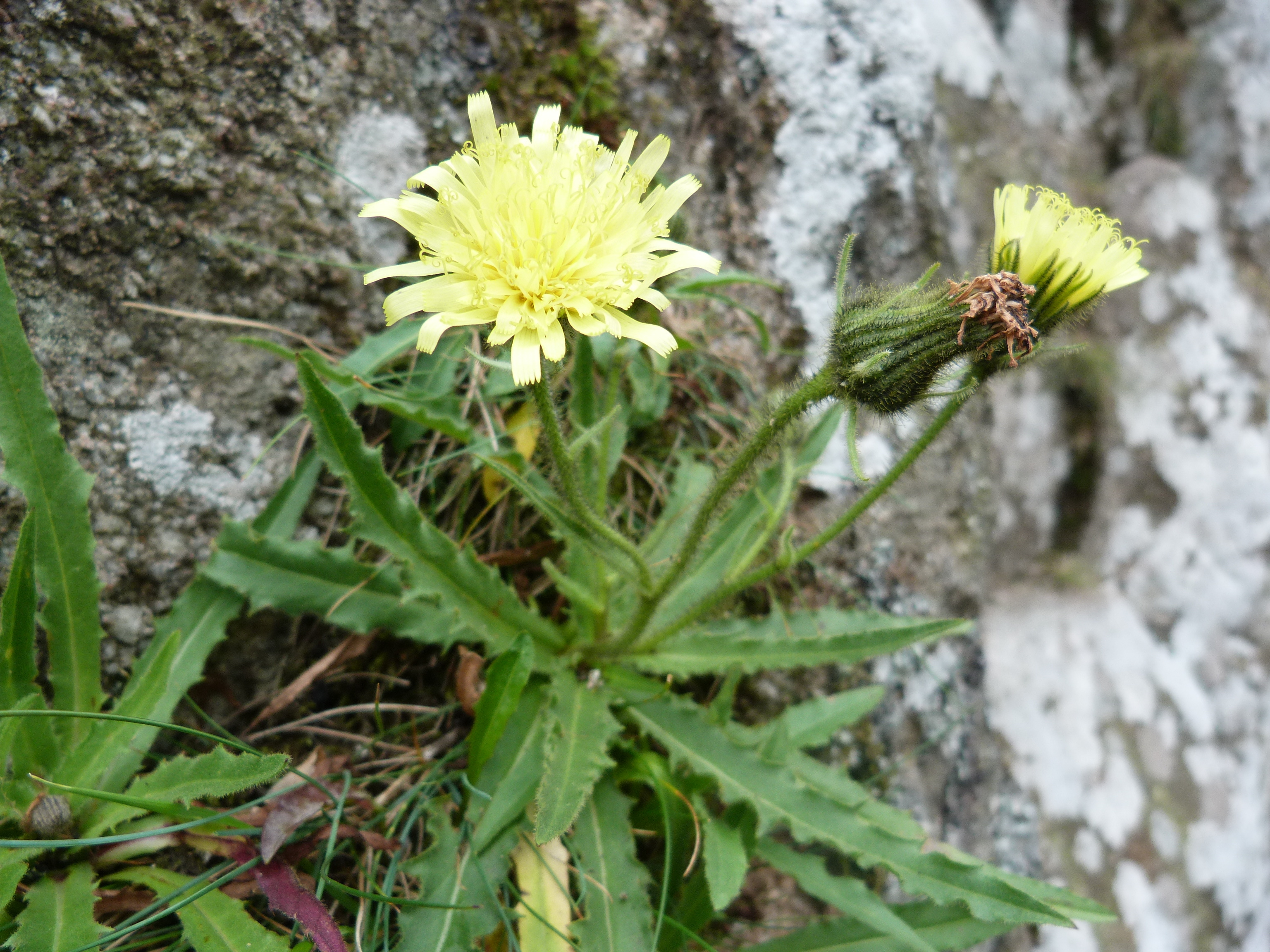
Le foglie

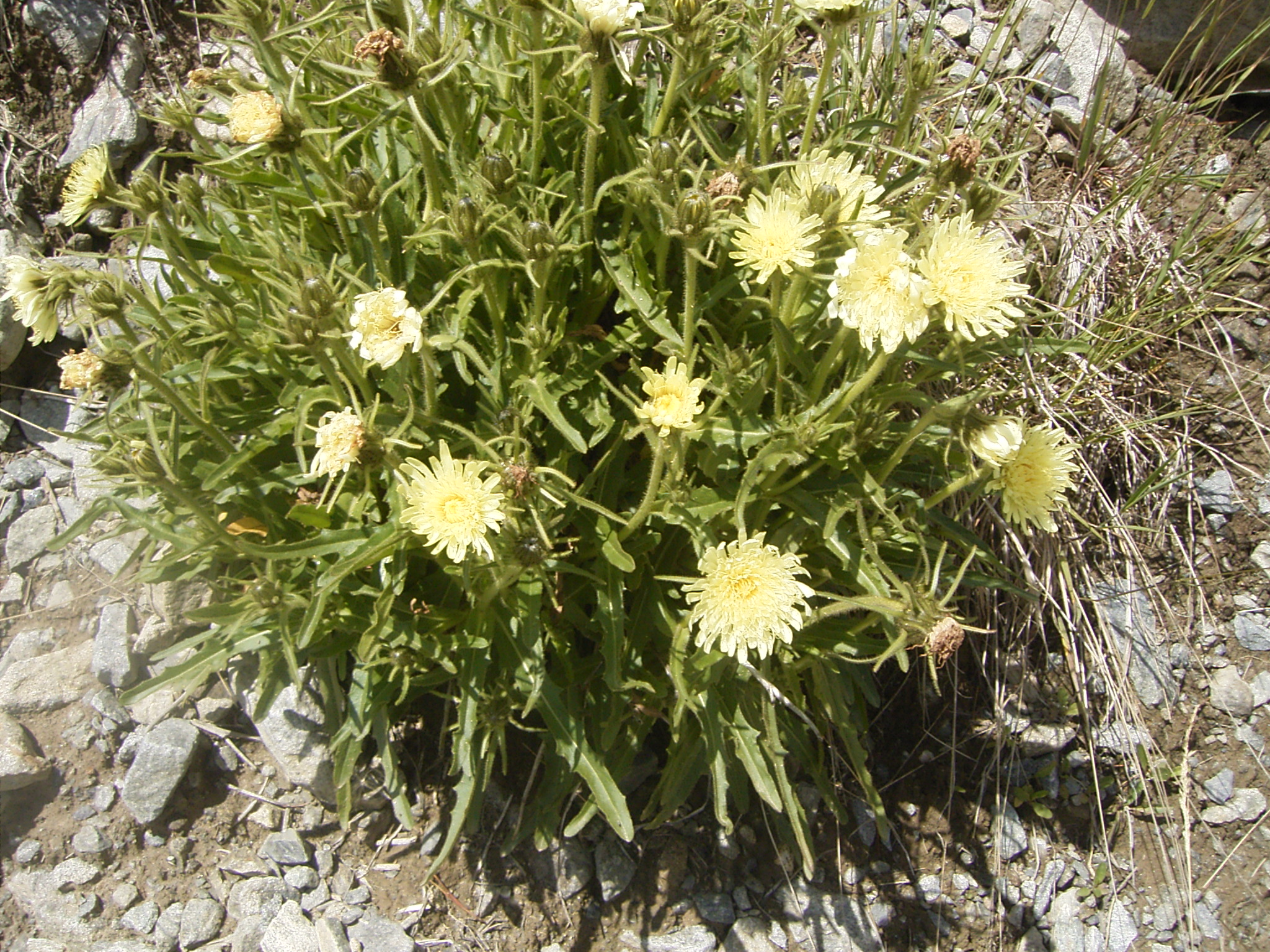
Infiorescenza

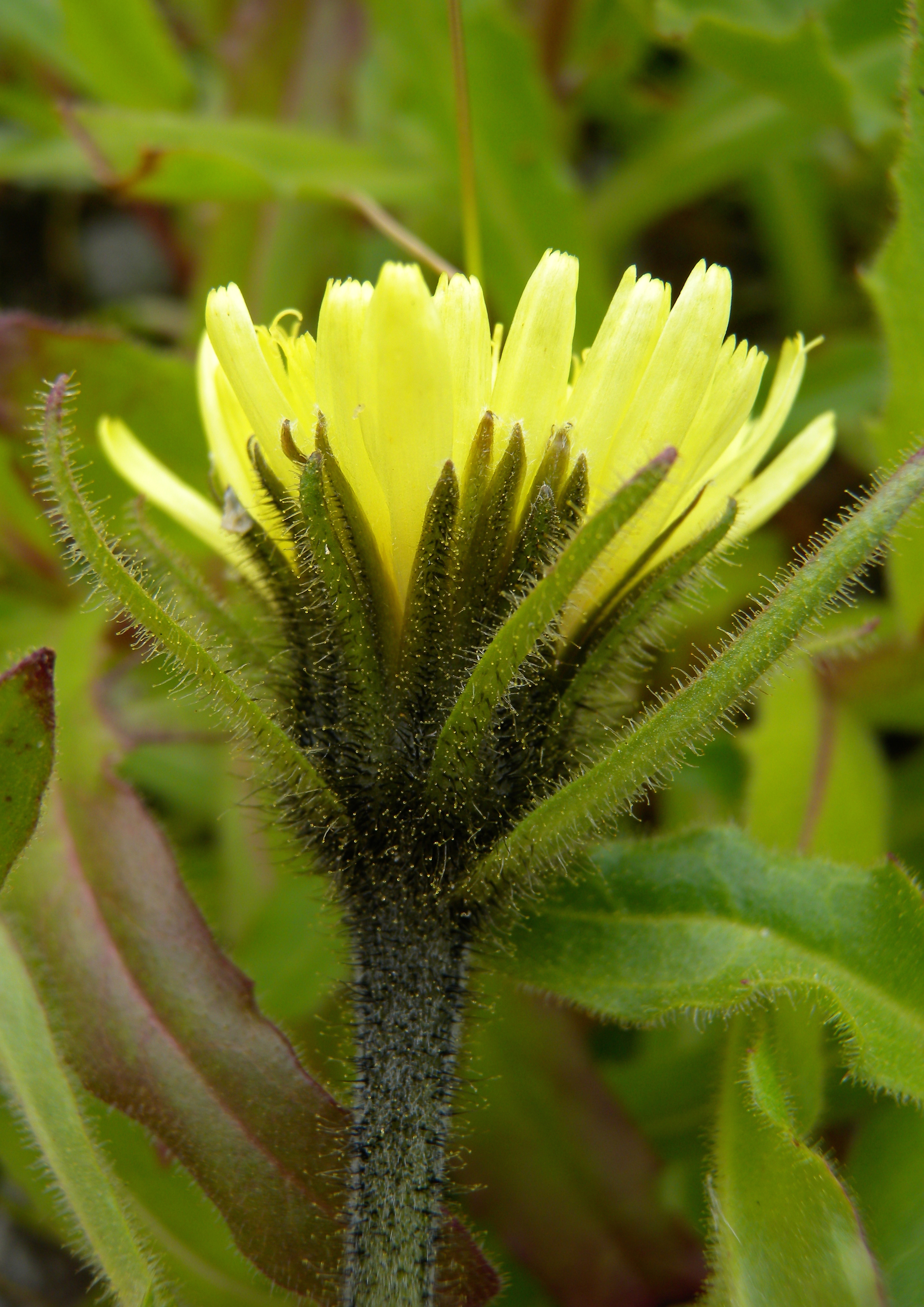
I fiori

Habitus. La forma biologica della specie è emicriptofita scaposa (H scap), ossia in generale sono piante erbacee, a ciclo biologico perenne, con gemme svernanti al livello del suolo e protette dalla lettiera o dalla neve e sono dotate di un asse fiorale eretto e spesso privo di foglie. Sono possibili portamenti "rosulati" o "pseudorosulati". Tutte le piante sono provviste di latice. La pubescenza è formata da abbondanti peli ghiandolari.
Fusto. I fusti, in genere eretti, robusti e ascendenti, sono di solito solitari o raramente ramificati. Sono di tipo afillopode o pseudoafillopode. Il colore varia da verde-chiaro a verde-rossastro. Le radici in genere sono di tipo fittonante. L'altezza di queste piante varia da 10 a 30 cm.
Foglie. Le foglie cauline (da 10 a 20), con disposizione alterna, nella zona inferiore formano una pseudorosetta. La lamina è allungata (oblunga o lanceolata); il colore è verde-giallastro; i bordi sono dentati; la consistenza è molle e l'apice è acuto.
Infiorescenza. L'infiorescenza è composta da uno o più capolini terminali. I capolini, solamente di tipo ligulifloro, sono formati da un involucro composto da diverse brattee (o squame) all'interno delle quali un ricettacolo fa da base ai fiori ligulati. L'involucro ha una forma da emisferica a globulare ed è formato da 2 serie di brattee appressate. Il ricettacolo, alla base dei fiori, è nudo (senza pagliette); i margini degli alveoli sono cigliato-dentati. Dimensione dell'involucro: 12 – 16 mm.
Fiori. I fiori, tutti ligulati, sono tetra-ciclici (ossia sono presenti 4 verticilli: calice – corolla – androceo – gineceo) e pentameri (ogni verticillo ha in genere 5 elementi). I fiori sono ermafroditi, fertili e zigomorfi.
- Formula fiorale:

*/x K {\displaystyle \infty }, [C (5), A (5)], G 2 (infero), achenio
- Calice: i sepali del calice sono ridotti ad una coroncina di squame.
- Corolla: le corolle sono formate da un tubo e da una ligula terminante con 5 denti; il colore è giallo-biancastro (i denti delle ligule sono glabri).
- Androceo: gli stami sono 5 con filamenti liberi e distinti, mentre le antere sono saldate in un manicotto (o tubo) circondante lo stilo.[11] Le antere sono codate e allungate con una appendice apicale acuta; i filamenti sono lisci. Il polline è tricolporato.[12]
- Gineceo: lo stilo è filiforme e peloso sul lato inferiore. Gli stigmi dello stilo sono due divergenti e ricurvi con la superficie stigmatica posizionata internamente (vicino alla base).[13] L'ovario è infero uniloculare formato da 2 carpelli.
- Antesi: luglio e agosto.

Frutti. I frutti sono degli acheni con pappo. Gli acheni, colorati di bruno-scuro, hanno una forma ristretta alla base e sono privi di becco (non sono compressi); sono provvisti di 10 coste longitudinali confluenti in alto in un orlo anulare. Il pappo si compone setole su 2 serie (quelle interne sono più lunghe, più rigide e fragili). Dimensione degli acheni: 3,5 – 4 mm.

## Biologia
- Impollinazione: l'impollinazione avviene tramite insetti (impollinazione entomogama tramite farfalle diurne e notturne).
- Riproduzione: la fecondazione avviene fondamentalmente tramite l'impollinazione dei fiori (vedi sopra).
- Dispersione: i semi (gli acheni) cadendo a terra sono successivamente dispersi soprattutto da insetti tipo formiche (disseminazione mirmecoria). In questo tipo di piante avviene anche un altro tipo di dispersione: zoocoria. Infatti gli uncini delle brattee dell'involucro (se presenti) si agganciano ai peli degli animali di passaggio disperdendo così anche su lunghe distanze i semi della pianta.

## Distribuzione e habitat

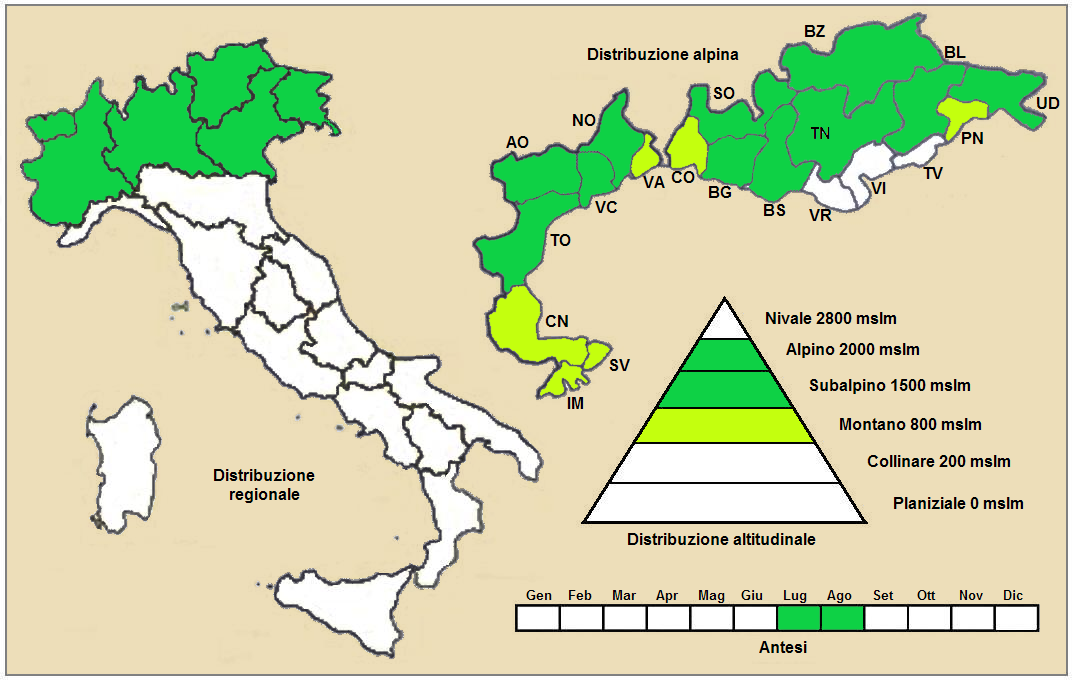
Distribuzione della pianta (Distribuzione regionale – Distribuzione alpina)

Geoelemento: il tipo corologico (area di origine) è Endemico Alpico.
Distribuzione: in Italia questa specie si trova dalla Carnia al Piemonte. Fuori dall'Italia, sempre nelle Alpi, questa specie si trova in Francia, Svizzera e Austria. Sugli altri rilievi collegati alle Alpi è presente nei Monti Vosgi.
Habitat: l'habitat preferito per queste piante sono i micascisti, i pascoli alpini e le aree sassose. Il substrato preferito è siliceo con pH acido, bassi valori nutrizionali del terreno che deve essere secco.
Distribuzione altitudinale: sui rilievi alpini, in Italia, queste piante si possono trovare fino a 1.600 - 2.700 m s.l.m.; nelle Alpi frequentano quindi i seguenti piani vegetazionali: subalpino, alpino e in parte quello montano.

### Fitosociologia

#### Areale alpino
Dal punto di vista fitosociologico alpino Schlagintweitia intybacea appartiene alla seguente comunità vegetale:
Formazione: delle comunità delle fessure, delle rupi e dei ghiaioni
Classe: Asplenietea trichomanis
Ordine: Androsacetalia vandellii
Alleanza: Androsacio vandellii
Associazione: Androsacenion vandellii

#### Areale italiano
Per l'areale completo italiano Schlagintweitia intybacea appartiene alla seguente comunità vegetale:
Macrotipologia: vegetazione sopraforestale criofila e dei suoli crioturbati
Classe: Loiseleurio procumbentis-Vaccinietea microphylli Eggler ex Schubert, 1960
Ordine: Rhododendro ferruginei-Vaccinietalia microphylli Br.-Bl. in Br.-Bl. & Jenny, 1926
Alleanza: Juniperion nanae Br.-Bl. in Br.-Bl., Sissingh & Vlieger, 1939
Descrizione. L'alleanza Juniperion nanae è relativa alla vegetazione delle artico-alpine e subartico-subalpine. Questa cenosi si sviluppa su suoli crioturbati. Occasionalmente può essere associata alla dinamica delle foreste di conifere.

## Tassonomia
La famiglia di appartenenza di questa voce (Asteraceae o Compositae, nomen conservandum) probabilmente originaria del Sud America, è la più numerosa del mondo vegetale, comprende oltre 23.000 specie distribuite su 1.535 generi, oppure 22.750 specie e 1.530 generi secondo altre fonti (una delle checklist più aggiornata elenca fino a 1.679 generi). La famiglia attualmente (2021) è divisa in 16 sottofamiglie.

### Filogenesi
Il genere di questa voce appartiene alla sottotribù Hieraciinae della tribù Cichorieae (unica tribù della sottofamiglia Cichorioideae). In base ai dati filogenetici la sottofamiglia Cichorioideae è il terz'ultimo gruppo che si è separato dal nucleo delle Asteraceae (gli ultimi due sono Corymbioideae e Asteroideae). La sottotribù Hieraciinae fa parte del "quinto" clade della tribù; in questo clade è posizionata alla base ed è "sorella al resto del gruppo comprendente, tra le altre, le sottotribù Microseridinae e Cichoriinae.
Il nucleo della sottotribù Hieraciinae è l'alleanza Hieracium - Pilosella (comprendenti la quasi totalità delle specie della sottotribù - oltre 3000 specie) e formano (insieme ad altri generi minori) un "gruppo fratello". Il genere di questa voce, nell'ambito della sottotribù occupa una posizione basale.
La specie  Schlagintweitia intybacea  è individuata dai seguenti caratteri:
- la base delle foglie inferiori è attenuata (sono sessili), le altre hanno la base arrotondata (da sessili a semiamplessicauli);
- le ligule sono colorate di giallo pallido;
- i peli semplici sul caule sono da assenti a densi, sono lunghi 3,5 - 4,5 mm, molli e colorati di bianco; sui peduncoli sono da assenti a sparsi, lunghi 2 - 3 mm e neri alla base; sulle brattee involucrali sono assenti, sono invece presenti sparsamente sui margini quelli stellati.

Il numero cromosomico di  Schlagintweitia intybacea è: 2n = 18, 27 e 36.